# Bittersweet (альбом Brunettes Shoot Blondes)
Bittersweet — дебютний міні-альбом українського гурту Brunettes Shoot Blondes, який вийшов на початку 2015 року. 

## Композиції
| #     | Назва         | Автор слів  | Тривалість |
| ----- | ------------- | ----------- | ---------- |
| 1.    | «Bittersweet» | А. Ковальов | 02:45      |
| 2.    | «Bang Bang!»  | А. Ковальов | 02:54      |
| 3.    | «Tomorrow»    | А. Ковальов | 02:51      |
| 4.    | «Knock Knock» | А. Ковальов | 02:16      |
| 10:46 |               |             |            |

## Музиканти
- Андрій Ковальов
- Роман Соболь
- Ігор Сидаш
- Юрій Водолажський